# Alexandra Navrotsky
Alexandra Navrotsky (* 20. Juni 1943 in New York City) ist eine US-amerikanische Geochemikerin und Festkörperchemikerin.

## Leben
Alexandra Navrotsky besuchte die Bronx High School of Science mit dem Abschluss 1960 und studierte an der University of Chicago, an der sie 1963 ihren Bachelor-Abschluss sowie 1964 ihren Master-Abschluss erwarb und 1967 in Chemie promoviert wurde. Als Postdoktorandin war sie an der TU Clausthal (Institut für theoretische Hüttenkunde), wo sie auch 1972 Gastwissenschaftlerin war, und der Pennsylvania State University. 1969 wurde sie Assistant Professor an der Arizona State University, 1974 Associate Professor und 1978 Professor. 1984/85 war sie dort Direktorin des Center for Solid State Science. Sie war 1974 Gastwissenschaftlerin an den Bell Laboratories und 1975 am MIT. Ab 1985 war sie Professorin an der Princeton University und am Princeton Materials Institute. Von 1988 bis 1991 stand sie dort der Abteilung Geowissenschaften vor und 1992 wurde sie Albert G. Blanke Jr. Professor. Ab 1997 war sie Professor für Geochemie, Chemie von Keramiken und Umweltmaterialien (Ceramic, Earth, and Environmental Materials Chemistry) an der University of California, Davis und ab 2001 Edward Roessler Professor für mathematische und physikalische Wissenschaften und 2003 Distinguished Professor.
Sie befasst sich mit Geochemie, Festkörperchemie, Chemie und Physik von Mineralien und von Keramik und Materialwissenschaften. Insbesondere untersucht sie den Zusammenhang mikroskopischer Struktur mit makroskopischen thermodynamischen Eigenschaften von Mineralien, Keramiken, Gesteinen (insbesondere bei den hohen Temperaturen und Drücken im Erdmantel) und anderen komplexen Materialien (wie Hochtemperatursupraleiter, Perowskite, Zeolithe, Spinelle, Nanophasen) unter anderem mit Hochtemperatur-Kalorimetrie.
2006 erhielt sie die Harry H. Hess Medal, 2009 die Roebling Medal und 2002 die Urey Medal der European Association of Geochemistry und die Benjamin Franklin Medal in Geowissenschaften. Sie ist Fellow der Mineralogical Society of America, deren Präsident sie 1992/93 war, und 1995 wurde sie Ehrendoktor in Uppsala. Von 1973 bis 1975 war sie Sloan Research Fellow. 1993 wurde sie Fellow der National Academy of Sciences und 2011 Mitglied der American Philosophical Society. Sie ist Fellow der Geochemical Society, der Mineralogical Society of Great Britain and Ireland, der American Geophysical Union und der American Ceramic Society, deren Ross Coffin Purdy Award sie 1995 erhielt.
Von 1986 bis 1991 war sie Herausgeberin von Physics and Chemistry of Minerals.

## Schriften
- mit Hermann Schmalzried: Festkörperthermodynamik : Chemie des festen Zustandes, Verlag Chemie 1975
- Chemistry and Physics of Earth Materials, Cambridge University Press 1994
- Herausgeberin mit Alexander A. Demkov: Materials fundamentals of gate dielectrics, Springer 2005
- Herausgeberin mit Donald J. Weidner:  Perovskite : a structure of great interest to geophysics and materials science, American Geophysical Union., 1989,  2010
- Herausgeberin mit Robert Chaffer Newton:  Thermodynamics of minerals and melts : outgrowth, Springer 1981